# Elena Scarpellini
Elena Scarpellini (Bergamo, 14 gennaio 1987) è un'astista, skeletonista e bobbista italiana.
Vanta 4 titoli italiani assoluti (1 outdoor e 3 indoor) ed un bronzo ai campionati europei juniores del 2005 a Kaunas in Lituania. Ha vinto anche 2 titoli nazionali universitari e 12 italiani giovanili (8 outdoor e 4 indoor).

## Biografia

### Gli inizi con le medaglie internazionali e i primi titoli italiani giovanili
Alberto Barbera è stato il suo allenatore nell'Atletica Oratorio Albino. Come allenatore all'Atletica Bergamo 59 ha avuto Orlando Motta.
Nel 2002 vince il suo primo titolo italiano giovanile ai nazionali cadette di Formia (l'anno precedente, 2001, era stata quarta ad Isernia).
Doppia medaglia al primo anno da allieva nel 2003: bronzo indoor e altro titolo all'aperto.
Nel 2004, all'esordio internazionale, prima ha vinto la medaglia d'oro ai Giochi europei studenteschi in Italia a Milano (quarta nel getto del peso) e poi, sempre in Italia a Grosseto, ha migliorato la migliore prestazione nazionale allieve nelle qualificazioni dei Mondiali juniores (partecipando da allieva) in Italia a Grosseto, finendo poi settima.
Ai campionati italiani allieve fa doppietta indoor-outdoor ed esordisce, ancora allieva, agli assoluti indoor con un quarto posto finale.
L'anno dopo, 2005, è stata bronzo agli Europei juniores di Kaunas in Lituania con il limite italiano juniores a 4,15 m.
Doppia medaglia agli italiani juniores: bronzo al coperto e titolo nazionale outdoor; esordisce agli assoluti all'aperto terminando al quarto posto.

### 2006-2008: il tris di triplette di titoli italiani nello stesso anno e l'esordio nella Nazionale assoluta
Esordisce nel 2006 con la Nazionale assoluta all'Incontro internazionale svoltosi in Italia a Firenze tra l'Italia, la Russia, la Cina e l'Italia under 23: quinto posto finale con la misura di 4,10 m; mentre ai Mondiali juniores in Cina a Pechino termina decima.
Quattro medaglie ai campionati nazionali del 2006 con due titoli di categoria: oro agli italiani juniores indoor, argento agli assoluti al coperto, oro agli italiani juniores e bronzo agli assoluti outdoor.
Agli Europei under 23 a Debrecen in Ungheria nel 2007 finisce in tredicesima posizione
Campionati nazionali 2007, vittoria di tre titoli (assoluti e promesse indoor, promesse all'aperto) e vicecampionessa agli assoluti outdoor.
Nel 2008, nei campionati italiani, vince tre titoli (promesse ed assoluti indoor, promesse all'aperto) ed una medaglia di bronzo (assoluti outdoor).

### 2009-2011: sia Europei che Mondiali indoor e gli Europei per nazioni
Iscritta agli italiani indoor sia promesse che assoluti 2009, ma non ha gareggiato in entrambe; all'aperto invece ha vinto il titolo italiano promesse ed è stata vicecampionessa agli assoluti.
Agli Europei indoor tenutisi in Italia a Torino.

A livello internazionale, sempre nel 2009 in Italia, gareggia a Pescara ai Giochi del Mediterraneo e terminando al sesto posto; agli Europei under 23 in Lituania a Kaunas finisce decima.
Il 6 febbraio 2010 stabilisce ad Ancona il primato italiano indoor con la misura di 4,40 m record poi sottrattole da Anna Giordano Bruno poche ore dopo, ottenendo il minimo per i Mondiali indoor di Doha, ove pur saltando 4,35 m alla 1ª prova non viene ammessa tra le otto atlete che partecipano alla finale a causa di un errore commesso a 4,30 m, viene comunque classificata 9ª.
La stagione 2010 (doppietta di titoli assoluti sia indoor che outdoor ed argento ai nazionali universitari), in cui ha ottenuto un quarto posto nell'Europeo per nazioni a Bergen in Norvegia e si è fermata in qualificazione agli Europei in Spagna a Barcellona (iniziando ad allenarsi con il gruppo di Gennadiy Potapovich ed Emanuel Margesin ad Ostia (Roma)|Ostia), è stata interrotta dalla necessità di un intervento chirurgico. 
Agli assoluti 2011, è stata assente agli indoor mentre è diventata vicecampionessa all'aperto.
La stagione all'aperto si apre con un 4,10 m, ottenuto il 9 giugno a Modena.
Il 18 giugno è stata 9ª nell'Europeo per nazioni a Stoccolma (Svezia), migliorandosi ed arrivando sino a 4,25 m.

Alle Universiadi cinesi di Shenzhen è giunta settima.

### 2012-2016: i titoli nazionali universitari
Iscritta agli assoluti indoor 2012, ma non ha gareggiato; invece negli assoluti all'aperto ha vinto il bronzo.
Vicecampionessa agli assoluti nel 2013, mentre agli indoor era stata quarta.
Due volte sesta agli assoluti (indoor ed outdoor) e titolo universitario nel 2014.
Titolo universitario nel 2015 ed in precedenza quarto posto agli assoluti indoor.
Nel 2016 ha ottenuto due piazzamenti in finale ad entrambi gli assoluti: 12ª indoor ad Ancona e 6ª outdoor a Rieti.

### 2016: il passaggio allo skeleton
Nel 2016 decise di cimentarsi nello skeleton e il 17 novembre 2017 esordì in Coppa Europa a Winterberg, nella terza gara della stagione 2017/18, piazzandosi al diciannovesimo posto; il suo miglior risultato nella competizione sono due quinti posti ottenuti sempre a Winterberg nei primi due appuntamenti dell'annata 2020/21, mentre in classifica generale detiene quale miglior piazzamento l'ottavo posto raggiunto nel 2020/21.
In Coppa Intercontinentale ha disputato soltanto le ultime due gare della stagione 2019/20, conclusa al ventisettesimo posto della graduatoria finale.

### 2021: bob
A febbraio del 2021 decise di cimentarsi nel bob, gareggiando nella tappa conclusiva delle World Series di monobob femminile 2021, il 20 febbraio 2021 a Schönau am Königssee, dove si piazzò ventesima e concluse al quarantatreesimo posto in classifica generale. Esordì invece in Coppa del Mondo nel bob a due nel ruolo di frenatrice il 19 dicembre 2021 ad Altenberg nella quinta tappa della stagione 2021/22, concludendo la gara al ventesimo posto in coppia con Giada Andreutti.

## Curiosità
- Ha vinto il titolo italiano nel salto con l'asta all'aperto a tutti i livelli; assoluti, universitari, promesse, juniores, allieve e cadette.
- Anche al coperto ha vinto il titolo italiano in tutte le categorie: assoluti, promesse, juniores ed allieve.
- In carriera ha fatto una volta doppietta (2004) e tre volte tripletta (2006, 2007, 2008) di titoli italiani vinti nello stesso anno.
- Dal 2001 ad oggi, nei vari campionati italiani, ha vinto 29 medaglie (di cui 18 d'oro) in 36 finali disputate.
- Con un primato personale di 4,40 metri è la terza migliore italiana indoor di sempre[8] e con 4,36 metri la quinta all time all'aperto[9].

## Progressione

### Salto con l'asta
| Stagione | Misura | Luogo               | Data      | Rank. Mond. |
| -------- | ------ | ------------------- | --------- | ----------- |
| 2016     | 4,05 m | Rieti               | 5-6-2016  |             |
| 2015     | 3,60 m | Salsomaggiore Terme | 21-5-2015 |             |
| 2014     | 4,20 m | Milano              | 24-5-2014 |             |
| 2013     | 4,20 m | Milano              | 28-7-2013 |             |
| 2012     | 4,10 m | Bressanone          | 8-7-2012  |             |
| 2011     | 4,30 m | Lignano Sabbiadoro  | 19-7-2011 |             |
| 2010     | 4,35 m | Borgo Valsugana     | 26-9-2010 |             |
| 2009     | 4,35 m | Caravaggio          | 26-7-2009 |             |
| 2008     | 4,36 m | Jockgrim            | 12-7-2008 |             |
| 2007     | 4,25 m | Donnas              | 15-9-2007 |             |
| 2006     | 4,11 m | Bergamo             | 16-7-2006 |             |
| 2005     | 4,15 m | Kaunas              | 23-7-2005 |             |
| 2004     | 3,95 m | Grosseto            | 14-7-2004 |             |
| 2003     | 3,65 m | Terminillo          | 19-7-2003 |             |
| 2002     | 3,30 m | Formia              | 28-9-2002 |             |
| 2001     | 3,05 m | Isernia             | 29-9-2001 |             |

### Salto con l'asta indoor
| Stagione | Misura | Luogo   | Data      | Rank. Mond. |
| -------- | ------ | ------- | --------- | ----------- |
| 2016     | 3,80 m | Modena  | 21-2-2016 |             |
| 2015     | 4,05 m | Padova  | 14-2-2015 |             |
| 2014     | 4,05 m | Digione | 1-2-2014  |             |
| 2013     | 4,10 m | Ancona  | 17-2-2013 |             |
| 2010     | 4,40 m | Ancona  | 6-2-2010  |             |
| 2009     | 4,35 m | Vienna  | 3-2-2009  |             |
| 2008     | 4,25 m | Genova  | 24-2-2008 |             |
| 2007     | 4,31 m | Genova  | 25-2-2007 |             |
| 2006     | 4,10 m | Ancona  | 19-2-2006 |             |
| 2005     | 3,50 m | Genova  | 5-2-2005  |             |
| 2004     | 3,90 m | Ancona  | 8-2-2004  |             |

## Palmarès

### Atletica leggera
| Anno | Manifestazione              | Sede       | Evento           | Risultato | Misura | Note   |
| ---- | --------------------------- | ---------- | ---------------- | --------- | ------ | ------ |
| 2004 | Giochi europei studenteschi | Milano     | Salto con l'asta | Oro       | 3,65 m | [ 10 ] |
| 2004 | Giochi europei studenteschi | Milano     | Getto del peso   | 4ª        | 9,67 m | [ 10 ] |
| 2004 | Mondiali juniores           | Grosseto   | Salto con l'asta | 7ª        | 3,95 m | [ 11 ] |
| 2005 | Europei juniores            | Kaunas     | Salto con l'asta | Bronzo    | 4,15 m | [ 12 ] |
| 2006 | Mondiali juniores           | Pechino    | Salto con l'asta | 10ª       | 4,00 m | [ 13 ] |
| 2007 | Europei under 23            | Debrecen   | Salto con l'asta | 13ª       | 4,00 m | [ 14 ] |
| 2009 | Europei indoor              | Torino     | Salto con l'asta | 13ª       | 4,25 m | [ 15 ] |
| 2009 | Giochi del Mediterraneo     | Pescara    | Salto con l'asta | 6ª        | 4,00 m | [ 15 ] |
| 2009 | Europei under 23            | Kaunas     | Salto con l'asta | 10ª       | 4,15 m | [ 16 ] |
| 2010 | Mondiali indoor             | Doha       | Salto con l'asta | 9ª        | 4,35 m | [ 17 ] |
| 2010 | Europei                     | Barcellona | Salto con l'asta | 22ª       | 4,05 m | [ 17 ] |
| 2011 | Universiadi                 | Shenzhen   | Salto con l'asta | 7ª        | 4,25 m | [ 18 ] |

#### Altre competizioni internazionali
2005
- Argento all'Incontro internazionale juniores Francia-Spagna-Tunisia-Marocco-Italia, ( Marsiglia), Salto con l'asta - 3,95 m[12]

2006
- Bronzo all'Incontro internazionale juniores indoor Francia-Germania-Italia, ( Ancona), Salto con l'asta - 3,95 m[13]
- 5ª al Incontro internazionale Italia-Russia-Cina-Italia under 23, ( Firenze),  Salto con l'asta - 4,10 m[19]

2010
- 4ª in Europeo per nazioni, ( Bergen), Salto con l'asta - 4,30 m[17]

2011
- 9ª in Europeo per nazioni, ( Stoccolma), Salto con l'asta - 4,25 m[20]

#### Campionati nazionali
- 1 volta campionessa assoluta nel salto con l'asta (2010)
- 3 volte campionessa assoluta indoor nel salto con l'asta (2006, 2007 e 2008)
- 2 volte campionessa universitaria nel salto con l'asta (2014, 2015)
- 3 volte campionessa promesse nel salto con l'asta (2007, 2008, 2009)
- 2 volte campionessa promesse indoor nel salto con l'asta (2007, 2008)
- 1 volta campionessa juniores indoor nel salto con l'asta (2006)
- 2 volte campionessa juniores nel salto con l'asta (2005, 2006)
- 1 volta campionessa allieve indoor nel salto con l'asta (2004)
- 2 volte campionessa allieve nel salto con l'asta (2003, 2004)
- 1 volta campionessa cadette nel salto con l'asta (2002)

2001
- 4ª ai Campionati italiani cadetti e cadette, (Isernia), Salto con l'asta - 3,05 m[21]

2002
- Oro ai Campionati italiani cadetti e cadette, (Formia), Salto con l'asta - 3,30 m[22]

2003
- Bronzo ai Campionati italiani allievi-juniores-promesse indoor, (Ancona), Salto con l'asta - 3,40 m[23]
- Oro Campionati italiani allievi e allieve, (Cesenatico), Salto con l'asta - 3,60 m[24]

2004
- Oro ai Campionati italiani allievi-juniores-promesse indoor, (Ancona), Salto con l'asta - 3,90 m[25]
- 4ª ai Campionati italiani assoluti indoor, (Genova), Salto con l'asta - 3,70 m[25]
- Oro Campionati italiani allievi e allieve, (Cesenatico), Salto con l'asta - 3,80 m[26]

2005
- Bronzo ai Campionati italiani allievi-juniores-promesse indoor, (Genova), Salto con l'asta - 3,50 m[27]
- Oro ai Campionati italiani juniores e promesse, (Grosseto), Salto con l'asta - 3,90 m[28]
- 4ª ai Campionati italiani assoluti, (Bressanone), Salto con l'asta - 3,80 m[28]

2006
- Oro ai Campionati italiani allievi-juniores-promesse indoor, (Ancona), Salto con l'asta - 4,00 m[29]
- Argento ai Campionati italiani assoluti indoor, (Ancona), Salto con l'asta - 4,10 m[30]
- Oro ai Campionati italiani juniores e promesse, (Rieti), Salto con l'asta - 4,05 m[31]
- Bronzo ai Campionati italiani assoluti, (Torino), Salto con l'asta - 4,00 m[32]

2007
- Oro ai Campionati italiani assoluti indoor, (Ancona), Salto con l'asta - 4,15 m[33]
- Oro ai Campionati italiani allievi-juniores-promesse indoor, (Genova), Salto con l'asta - 4,31 m[34]
- Oro ai Campionati italiani juniores e promesse, (Bressanone), Salto con l'asta - 4,05 m[35]
- Argento ai Campionati italiani assoluti, (Padova), Salto con l'asta - 4,20 m[36]

2008
- Oro ai Campionati italiani allievi-juniores-promesse indoor, (Ancona), Salto con l'asta - 4,15 m[37]
- Oro ai Campionati italiani assoluti indoor, (Genova), Salto con l'asta - 4,25 m[38]
- Oro ai Campionati italiani juniores e promesse, (Torino), Salto con l'asta - 4,10 m[39]
- Bronzo ai Campionati italiani assoluti, (Cagliari), Salto con l'asta - 4,20 m[40]

2009
- Oro ai Campionati italiani juniores e promesse, (Rieti), Salto con l'asta - 4,30 m[41]
- Argento ai Campionati italiani assoluti, (Milano), Salto con l'asta - 4,10 m[42]

2010
- Oro ai Campionati italiani assoluti indoor, (Ancona), Salto con l'asta - 4,30 m[43]
- Argento ai Campionati nazionali universitari, (Campobasso), Salto con l'asta - 4,20 m[44]
- Oro ai Campionati italiani assoluti, (Grosseto), Salto con l'asta - 4,20 m[45]

2011
- Argento  ai Campionato italiani assoluti, (Torino), Salto con l'asta - 4,20 m[46]

2012
- Bronzo  ai Campionati italiani assoluti, (Bressanone), Salto con l'asta - 4,10 m[47]

2013
- 4ª ai Campionati italiani assoluti e promesse indoor, (Ancona), Salto con l'asta - 4,10 m[48]
- Argento ai Campionati italiani assoluti, (Milano), Salto con l'asta - 4,20 m[49]

2014
- 6ª ai Campionati italiani assoluti indoor, (Ancona), Salto con l'asta - 3,90 m[50]
- Oro ai Campionati nazionali universitari, (Milano), Salto con l'asta - 4,20 m[51]
- 6ª ai Campionati italiani assoluti, (Rovereto), Salto con l'asta - 4,05 m[52]

2015
- 4ª ai Campionati italiani assoluti indoor, (Padova), Salto con l'asta - 4,00 m[53]
- Oro ai Campionati nazionali universitari, (Salsomaggiore Terme), Salto con l'asta - 3,60 m[54]

2016
- 12ª ai Campionati italiani assoluti indoor, (Ancona), Salto con l’asta - 3,80 m[55]
- 6ª ai Campionati italiani assoluti, (Rieti), Salto con l’asta - 3,95 m[56]

### Skeleton

#### Coppa Intercontinentale
- Miglior piazzamento in classifica generale: 27ª nel 2019/20.

#### Coppa Europa
- Miglior piazzamento in classifica generale: 8ª nel 2020/21.

#### Campionati italiani
- 1 medaglia:
  - 1 bronzo (singolo a Igls 2019[57]).

### Bob

#### World Series di monobob femminile
- Miglior piazzamento in classifica generale: 43ª nel 2020/21.